# Saint-Sévère
Saint-Sévère es un municipio parroquial canadiense situado en la provincia de Quebec.

## Superficie
Saint-Sévère tiene una superficie de 31,85 km².

## Demografía
En 2021, tenía 337 habitantes, una densidad poblacional de 10,6 hab./km², y 155 viviendas.